# Le Triomphe de Bacchus (Debussy)
Pour les articles homonymes, voir Le Triomphe de Bacchus.
Le Triomphe de Bacchus est une suite d'orchestre pour piano à quatre mains de Claude Debussy composée en 1882.

## Présentation
Le Triomphe de Bacchus est composé début 1882, sans doute comme devoir d'élève au Conservatoire de Paris, où Debussy est étudiant à l'époque. L'œuvre est inspirée par un poème de Théodore de Banville faisant partie du recueil Les Stalactites : Le Triomphe de Bacchos à son retour des Indes,.
La partition est notée « suite d'orchestre » mais ne subsiste que dans une version pour piano à quatre mains du compositeur. Le manuscrit autographe est conservé à la Pierpont Morgan Library de New York. Quatre mouvements sont indiqués sur la page de titre :
1. Divertissement
2. Andante
3. Scherzo
4. Marche et bacchanale

Les deux premiers mouvements sont complets mais le no 3 semble perdu et le no 4 n'existe que sous la forme de deux manuscrits autographes partiels.
Il existe une orchestration de Marius-François Gaillard du Divertissement, créée à Paris, salle Pleyel, le 2 avril 1928, par l'Orchestre des Concerts du Conservatoire dirigé par Gaillard, également auteur d'une réduction pour piano à deux mains du mouvement. Les différentes versions sont éditées par Choudens en 1928.
La partition complète pour piano à quatre mains (des deux premiers mouvements et des fragments du dernier) est publiée par Durand en 2002 (éditée par Noël Lee). L'œuvre est donnée en première audition publique à la Bibliothèque nationale de France le 14 décembre 1989 par Christian Ivaldi et Noël Lee.
Pour Caroline Waight, « le Divertissement initial se caractérise par sa tension dramatique, tandis que l’Andante qui suit détend quelque peu l’atmosphère. Les deux fragments, Marche et Bacchanale et Maestoso, apportent à l’ouvrage sa vigoureuse conclusion ».
Le musicologue Yves A. Lado-Bordowsky relève pour sa part la « présence d'un thème cyclique à caractère héroïque qui, du premier mouvement, Divertissement, passe au quatrième, Marche et Bacchanale, où il se trouve successivement mêlé à la Bacchanale puis à la Marche sur laquelle se termine « maestoso » la première des suites d'orchestre de Debussy ».
Dans le catalogue des œuvres du compositeur établi par le musicologue François Lesure, Le Triomphe de Bacchus porte le numéro L 33 (38).

## Discographie

### Piano à quatre mains
- Debussy : Intégrale de l'œuvre pour deux pianos et piano à quatre mains, Christian Ivaldi et Noël Lee, Arion 268128, 1990 (premier enregistrement mondial).
- Debussy: Early Works for Piano Duet, Adrienne Soós et Ivo Haag (piano), Naxos 8.572385, 2011.
- Debussy: Complete Music for Piano Duo, 3 CD, Marco Rapetti et Massimiliano Damerini, Brilliant Classics, 2013.
- Claude Debussy : The Complete Works, CD 7, Christian Ivaldi et Noël Lee (piano), Warner Classics, 2018[6].

### Orchestration
- Debussy Orchestral Works, Vol. 5, Orchestre national de Lyon, Jun Märkl (dir.), Naxos 8.572568, 2011[7].
- Debussy: Complete Orchestral Works, 9 CD, Orchestre national de Lyon, Jun Märkl (dir.), Naxos 8.509002, 2012[8].